# Tiocarluro
El tiocarlido (o tiocarlida o isoxilo) es un fármaco de tiourea utilizado en el tratamiento de la tuberculosis, que inhibe la síntesis de ácido oleico y ácido tuberculoesteárico.
El tiocarlido tiene una considerable actividad anticobacteriana in vitro y es eficaz contra cepas de Mycobacterium tuberculosis resistentes a múltiples fármacos. El isoxilo inhibe a M. bovis con seis horas de exposición, lo que es similar a la isoniazida y la etionamida, otros dos importantes medicamentos antituberculosos. Sin embargo, a diferencia de estos dos fármacos, el isoxilo también inhibe parcialmente la síntesis de ácidos grasos.
Thiocarlide fue desarrollado por una empresa belga, Continental Pharma S. A. Belgo-Canadienne en Bruselas, Bélgica. El investigador principal fue el profesor N. P. Buu-Hoi, jefe de la División de Investigación de Continental Pharma.